# Holmstrup Sogn
Holmstrup Sogn er et sogn i Holbæk Provsti (Roskilde Stift).
I 1800-tallet var Holmstrup Sogn fra Skippinge Herred anneks til Jyderup Sogn i Tuse Herred - begge herreder hørte til Holbæk Amt. Jyderup-Holmstrup sognekommune blev senere delt så hvert sogn blev en selvstændig sognekommune. Ved kommunalreformen i 1970 indgik både Jyderup og Holmstrup i Tornved Kommune, der ved strukturreformen i 2007 indgik i Holbæk Kommune.
I Holmstrup Sogn ligger Holmstrup Kirke.
I sognet findes følgende autoriserede stednavne:
- Akselholm (bebyggelse, ejerlav)
- Brokøb (bebyggelse, ejerlav)
- Brokøb Overdrev (bebyggelse)
- Delhoved Skov (areal)
- Dønnerup (ejerlav, landbrugsejendom)
- Grønningehuse (bebyggelse)
- Holmstrup (bebyggelse, ejerlav)
- Hørdal (bebyggelse)
- Kajemose (bebyggelse, ejerlav)
- Katrinebjerg (bebyggelse)
- Møsten (areal)
- Regstrup (bebyggelse)
- Storkehuse (bebyggelse)
- Støvlhuse (bebyggelse)